# Анапау, Кристина
Кристина Анапау (англ. Kristina Elizabeth Anapau Roper; род. 30 октября 1979, Гавайи, США) — американская киноактриса. Наиболее известна ролями Галины в «Чёрном лебеде» и феи Мауреллы в телесериале HBO «Настоящая кровь».

## Биография
Кристина Анапау родилась и выросла на острове Гавайи. Её отец, Ричард Стефен Ропер, учёный, а её мать, Глория Леа Кайзер Ропер, артистка. Кристина после школы поступила в Гавайский университет в Маноа. Впервые снялась в телесериале «Побег из Атлантиса», снятом на Оаху. Кристина Анапау играет на фортепиано. После получения степени бакалавра в области науки в колледже Скидмор в Нью-Йорке, пыталась сделать карьеру балерины, тренируясь с 5 лет.
Кристина Анапау является потомком британской аристократии, а именно, Барона Тейнмана.

## Карьера
В 2005 снимается в фильме «Оборотни» вместе с Кристиной Риччи.
В 2010 Кристина появляется в фильме «Чёрный лебедь», психологическом триллере Даррена Аронофски о балерине, которая медленно сходит с ума во время постановки «Лебединого озера». Главные роли в фильме исполняют Натали Портман, Венсан Кассель и Мила Кунис.
В 2012 году Анапау получает роль феи Мауреллы в телесериале HBO «Настоящая кровь».
В 2012 году исполняет главную роль в фильме Теди Сарафиана Sighting.
Кристина была на обложке журнала Stuff, соответственно входила в списки самых горячих девушек по версии самого журнала.

## Фильмография
| Год       |    | Русское название                    | Оригинальное название         | Роль             |
| --------- | -- | ----------------------------------- | ----------------------------- | ---------------- |
| 1997      | тф | Побег из Атлантиса                  | Escape from Atlantis          | Катриана         |
| 1997      | с  | Могучие рейнджеры: Турбо            | Power Rangers Turbo           | Миртл            |
| 2000      | с  | ФАКультет                           | Undressed                     | Рокси            |
| 2000      | с  | Другой пол                          | Opposite Sex                  | Элен             |
| 2000      | ф  | 100 девчонок и одна в лифте         | 100 Girls                     | Саша             |
| 2001      | с  | Опять и снова                       | Once and Again                | Кимберли         |
| 2002      | с  | Говорящий с призраками              | Haunted                       | Тирней Иствуд    |
| 2002      | тф | Затаенная злоба                     | They Shoot Divas, Don't They? | Тара Куин        |
| 2003      | с  | Для людей                           | For the People                | Сисси Бантон     |
| 2004      | в  | Жестокие игры 3                     | Cruel Intentions 3            | Кассиди Мертойль |
| 2005      | ф  | Мэдисон                             | Madison                       | Тэми Джонсон     |
| 2005      | тф | Готовый                             | Cooked                        | Сидней           |
| 2005      | ф  | Оборотни                            | Cursed                        | Брук             |
| 2005      | ф  | Самолечение                         | Self Medicated                | Николь           |
| 2005      | с  | C.S.I.: Место преступления Нью-Йорк | CSI: NY                       | Вирджиния Фелтон |
| 2006      | мс | Звёздные бои насмерть               | Celebrity Deathmatch          | Николь Ричи      |
| 2008      | с  | Доктор Хаус                         | House                         | Мари             |
| 2008      | с  | Детектив Монк                       | Monk                          | Аманда           |
| 2008      | с  | Рыцарь дорог                        | Knight Rider                  | Селин Леа        |
| 2010      | ф  | Чёрный лебедь                       | Black Swan                    | Галина           |
| 2010      | с  | Болота                              | The Glades                    | Дарси Оуэнс      |
| 2011—2012 | с  | Настоящая кровь                     | True Blood                    | Морелла          |
| 2011      | ф  | Говори                              | The Speak                     | Пейдж Стоун      |
| 2011      | ф  | Приперт к стене                     | Cornered                      | Джейд            |
| 2012      | с  | Гримм                               | Grimm                         | Меган Марстон    |
| 2013      | с  | Управление гневом                   | Anger Management              | Эрика            |
| 2013      | ф  | 5 душ                               | 5 Souls                       | Джессика         |
| 2014      | ф  | Блэкджеки                           | BlackJacks                    | Лиза Вестбрук    |
| 2014      | ф  | Алтергейст                          | Altergeist                    | Тереза           |
| 2015      | ф  | Мисс Индия Америка                  | Miss India America            | пациент          |
| 2015      | ф  | Двуликий                            | Two Faced                     | Анджела          |

## Награды и номинации
| Год  | Награда                   | Категория                    | Работа            | Результат |
| ---- | ------------------------- | ---------------------------- | ----------------- | --------- |
| 2006 | Copper Wing Award         | «Лучший творческий ансамбль» | en:Self Medicated | Победа    |
| 2010 | Screen Actors Guild Award | «Лучший творческий ансамбль» | Чёрный лебедь     | Номинация |
| 2011 | Actress No Ka Oi          | «Лучший творческий ансамбль» | Настоящая кровь   | Победа    |